# Paulo de Gouveia Durão
Paulo Eduardo da Silva de Gouveia Durão OA (Lisboa, Coração de Jesus, 18 de janeiro de 1912 – Porto, 12 de outubro de 1986) foi um militar, político e empresário português.

## Família
Filho de Júlio de Mesquita de Gouveia Durão (Porto, Santo Ildefonso, 16 de dezembro de 1888 – Porto, Paranhos, 2 de junho de 1977) e de sua mulher (Porto, Paranhos, São Veríssimo, 31 de janeiro de 1910) Corina Noémia da Silva (Porto, Sé, 8 de junho de 1890 – Porto, Paranhos, 5 de agosto de 1961).

## Biografia
Oficial Major do Estado-Maior do Exército, foi Governador Civil do Distrito do Porto, Administrador de Empresas, Grã-Cruz da Ordem Nacional do Cruzeiro do Sul do Brasil e Oficial da Ordem Militar de Avis a 23 de Janeiro de 1948. Escreveu o livro "Ao Serviço duma Animação Política", publicado em 1972 pelo Governo Civil do Distrito do Porto.

## Casamento e descendência
Casou em Ourém, Fátima, no Santuário de Fátima, a 3 de outubro de 1935 com Maria Dolores da Costa e Silva Guisado (Coruche, Coruche, 15 de julho de 1914 - ?), filha de Henrique Vítor da Silva Guisado (Coruche, Coruche, 22 de dezembro de 1883 – 3 de dezembro de 1950), Proprietário, e de sua mulher (Lisboa, Pena, 1907) Maria Joana de Faria da Costa (16 de dezembro de 1883, bap. Lisboa, São Vicente de Fora, 12 de janeiro de 1884 – ?), com geração.